# Spathius cleomenes
Spathius cleomenes är en stekelart som beskrevs av Nixon 1943. Spathius cleomenes ingår i släktet Spathius och familjen bracksteklar. Inga underarter finns listade i Catalogue of Life.